# Schlucht (Naturschutzgebiet)
Das Naturschutzgebiet Schlucht liegt auf dem Gebiet der Gemeinde Brüggen im Kreis Viersen in Nordrhein-Westfalen.
Das etwa 129,78 ha große Gebiet, das im Jahr 2005 unter Naturschutz gestellt wurde, erstreckt sich westlich von Bracht, einem Ortsteil der Gemeinde Brüggen, entlang der westlich verlaufenden Staatsgrenze zu den Niederlanden. Die B 221 verläuft östlich. Westlich liegt das 321 ha große NSG Heidemoore und südlich das 1328 ha große NSG Brachter Wald.